# Fred Davis
Fred Davis (Toledo, 15 gennaio 1986) è un ex giocatore di football americano statunitense che gioca nel ruolo di tight end nella National Football League (NFL). Fu scelto nel corso del secondo giro (48º assoluto) del Draft NFL 2008 dai Washington Redskins. Al college ha giocato a football alla University of Southern California.

## Carriera professionistica

### Washington Redskins
Davis fu scelto nel corso del secondo giro del draft 2008 dai Redskins. Il 19 luglio, il giocatore firmò con la franchigia un contratto quadriennale del valore di 3.5 milioni di dollari. Nella sua prima stagione, Fred giocò pochi minuti, ricevendo un totale di 27 yard.
Nella settimana 7 della stagione 2009 contro i Philadelphia Eagles, Davis ricevette il suo primo passaggio da touchdown, facendo registrare il proprio primato in carriera con 7 ricezioni per 78 yard. Davis giocò come tight end per la maggior parte della gara a causa dell'infortunio del titolare Chris Cooley. La sua seconda stagione terminò con 48 ricezioni per 509 yard e 6 touchdown.
Nella stagione 2010, Davis giocò per la prima volte tutte le 16 gare della stagione regolare, nove delle quali da titolare, totalizzando 21 ricezioni per 316 yard e 3 touchdown.
Durante la pre-stagione 2011, Davis passò dal numero di maglia 86 all'83. Nella stagione regolare, Davis alla fine divenne il tight end titolare dopo che Chris Cooley fu inserito in lista infortunati. Nella settimana 14, Davis e il compagno di squadra Trent Williams furono sospesi per quattro partite per aver ripetutamente fallito dei test volti ad individuare l'uso di sostanze vietate. Con 12 partite giocate come titolare, Fred fece registrare i record in carriera con 59 ricezioni per 796 yard, oltre a 3 touchdown.
Il 2 marzo 2012, i Washington Redskins applicarono la franchise tag su Davis. Il 16 marzo 2012, il giocatore firmò un prolungamento annuale del valore di 5,446 milioni di dollari.
Nella settimana 3 del 2012, i Redskins persero in casa contro i Cincinnati Bengals: Davis guidò la squadra con 7 passaggi ricevuti per 90 yard.
Dopo aver segnato un solo touchdown nella stagione 2013, il 19 febbraio 2014, Davis fu sospeso a tempo indefinito dalla lega per abuso di sostanze vietate. In precedenza era già stato sospeso per 4 partite nel 2011 per lo stesso motivo.

## Statistiche
| Partite totali             | 72    |
| Partite totali da titolare | 43    |
| Yard su ricezione          | 2.043 |
| Touchdown su ricezione     | 13    |

Statistiche aggiornate alla stagione 2013